# ギャグ・シンセサイザー
ギャグ・シンセサイザーは、かつて活動していたお笑いコンビ。

## メンバー
長谷川嘉昭（1957年9月24日 - ）
- 東京都出身。
- 背が高い方。中学生のとき、バレーボール部に所属していた。

松園洋（1959年8月17日 - ）
- 愛知県出身。
- 競馬ファン。池波正太郎のファン[1]。

## 略歴
- 1980年4月、共に法政大学工学部（東小金井に有る小金井キャンパス）の落語研究会に所属し、先輩・後輩の仲であった在学中にアマチュアで日本テレビの『お笑いスター誕生!!』に出演、同年9月27日の放送で「プロ入りする」と宣言して10週勝ち抜き、グランプリを獲得した。その後数々のテレビ・ラジオ番組などに出演していたが、松園の病気により長谷川がピンで活動した時期を経て、松園が復帰してコンビ活動を再開したが、長谷川の交通事故が原因で1982年頃に解散。『お笑いスター誕生!!』で獲得したグランプリは剥奪となり、芸能界からも引退した。
- 松園は現在サラブレッドを育成する仕事に従事し、長谷川は父親の跡を継ぎ東京都中野区で建築業を営んでいる。
- 2008年11月10日放送の『うたばん』に、再結成したバブルガム・ブラザーズがゲスト出演した際、長谷川が登場し、とんねるず、Bro.TOM（元・小柳トム）と『お笑いスター誕生!!』時代の話をした。

## 出演
テレビ
- お笑いスター誕生!!（1980年4月12日 - 12月20日、日本テレビ）
  - 番組の第1回放送から出演していた。
- 爆笑!初泳ぎ!!ヤングアイドル大集合 （1981年1月2日、日本テレビ）
- ダントツ笑撃隊!!（1981年10月24日 - 12月26日、日本テレビ）
- 花王名人劇場 東西激突!マンザイNEWパワー（1982年1月31日、関西テレビ）
- 輝け!!特別生放送笑いは日本を救う? 裏番組みんなで見なけりゃこわくない・日本全国爆笑5時間ぶっ続け!!（1980年12月31日、日本テレビ）
  - 番組内の「'80フレッシュ漫才大賞 」のコーナーに出演。他にも小柳トム・マギー司郎・コロッケも出演した。

ラジオ
- 所ジョージのオールナイトニッポン（1981年4月 - 9月、ニッポン放送）
  - ワンコーナーの「ギャグシンの食いしん坊漫才」を担当していた。

## 受賞歴
お笑いスター誕生!!での受賞のみ
- 1980年 日本テレビ お笑いスター誕生!! 銅賞（4月26日放送分）
- 1980年 日本テレビ お笑いスター誕生!! 銀賞（8月30日放送分）
- 1980年 日本テレビ お笑いスター誕生!! 金賞 （9月27日放送分）
  - アマチュアでは初の金賞を受賞する。
- 1980年 日本テレビ お笑いスター誕生!! 10週勝ち抜きグランプリ （12月20日放送分）
- 1980年 日本テレビ お笑いスター誕生!! ゴールデンルーキー賞 優勝（12月31日放送分）